# Georg Muschner (Kameramann)
Georg Muschner (* 12. Juni 1885 in Langenbielau, Landkreis Reichenbach, Provinz Schlesien; † 17. Mai 1971 in Berlin) war ein deutscher Kameramann.

## Leben
Nach dem Volksschulabschluss absolvierte er eine Ausbildung zum Porträtfotografen. Seit 1901 übte er diesen Beruf aus, bis er 1913 mit dem Film in Kontakt kam. Er begann hier als Operateur, wurde 1917 eingezogen und arbeitete bis 1918 beim Bild- und Filmamt.
1919 lernte er in Berlin Harry Piel kennen und wurde bis 1927 dessen ständiger Kameramann. Muschners für die damalige Zeit sehr bewegliche, spektakuläre Kameraführung hatte erheblichen Anteil an den Erfolgen Piels.
Danach kooperierte er vor allem mit den Regisseuren Carl Heinz Wolff und J. A. Hübler-Kahla. 1933 gründete er gemeinsam mit Hübler-Kahla und Kameramann Paul Rischke die K. M. R. Tonfilm GmbH.

## Filmografie
- 1920: Marionetten des Teufels
- 1920: Das Gefängnis auf dem Meeresgrund
- 1920: Der Verächter des Todes
- 1920: Das fliegende Auto
- 1920: Über den Wolken
- 1921: Der Reiter ohne Kopf (3 Teile)
- 1921: Der Fürst der Berge
- 1922: Das schwarze Kuvert
- 1922: Das verschwundene Haus
- 1923: Abenteuer einer Nacht
- 1923: Der letzte Kampf
- 1923: Rivalen
- 1923: Frauenmoral (Schande)
- 1924: Menschen und Masken
- 1924: Der Mann ohne Nerven
- 1924: Auf Befehl der Pompadour
- 1924: Frauen im Sumpf (Judith)
- 1924: Auf gefährlichen Spuren
- 1925: Schneller als der Tod
- 1925: Abenteuer im Nachtexpreß
- 1925: Der Trödler von Amsterdam
- 1925: Zigano, der Brigant vom Monte Diavolo
- 1926: Der schwarze Pierrot
- 1926: Achtung Harry! Augen auf!
- 1926: Was ist los im Zirkus Beely?
- 1927: Bezwinger der 1000 Gefahren
- 1927: Das Mädchen ohne Heimat
- 1927: Rätsel einer Nacht
- 1927: Sein größter Bluff
- 1928: Flucht vor Blond
- 1928: Die Lamplgasse
- 1928: Frauenarzt Dr. Schäfer
- 1928: Diebe
- 1929: Was eine Frau im Frühling träumt
- 1929: Das Panzerauto
- 1929: Freiheit in Fesseln
- 1930: Flachsmann als Erzieher
- 1930: Pension Schöller
- 1930: Die Csikosbaroneß
- 1930: Die Warschauer Zitadelle
- 1930: Einbruch im Bankhaus Reichenbach
- 1930: Lumpenball
- 1931: Kyritz – Pyritz
- 1931: Täter gesucht
- 1931: So’n Windhund
- 1931: Die Schlacht von Bademünde
- 1932: Frau Lehmanns Töchter
- 1932: Husarenliebe
- 1933: Schüsse an der Grenze
- 1933: Müller reist zum Wintersport
- 1933: Mein Liebster ist ein Jägersmann (Unser Kaiser)
- 1934: Wenn ich König wär
- 1935: Lärm um Weidemann
- 1935: Blutsbrüder
- 1935: Tanzmusik
- 1935: Buchhalter Schnabel (Ein junger Herr aus Oxford)
- 1935: Ein Walzer um den Stephansturm (Sylvia und ihr Chauffeur)
- 1936: Durch die Wüste
- 1936: Der geheimnisvolle Mister X
- 1936: Das Veilchen vom Potsdamer Platz
- 1937: Der glückliche Finder
- 1937: Meiseken
- 1939: Onkel Fridolin
- 1939: Die Brezel